# Colonia Concordia
Colonia Concordia es una localidad uruguaya del departamento de Soriano.

## Ubicación
La localidad se encuentra situada en la zona oeste del departamento de Soriano, 6 km al oeste de la costa del río Uruguay, al norte del arroyo del Catalán y 3 km al oeste de la ruta 21 km 303. Dista 17 km de la ciudad de Dolores.

## Población
Según el censo de 2011 la localidad contaba con una población de 43 habitantes.
| 47            | 55 | 43 |
| (Fuente: INE) |    |    |